# Prądy (Silésie)
Pour les articles homonymes, voir Prądy.
Prądy est une localité polonaise de la gmina de Koszęcin, située dans le powiat de Lubliniec en voïvodie de Silésie.